# Malaxis pabstii
Malaxis pabstii är en orkidéart som först beskrevs av Rudolf Schlechter, och fick sitt nu gällande namn av Guido Frederico João Pabst. Malaxis pabstii ingår i släktet knottblomstersläktet, och familjen orkidéer. Inga underarter finns listade i Catalogue of Life.